# لوک پی. پولند
لوک پی. پولند (به انگلیسی: Luke P. Poland) سناتور سابق عضو حزب جمهوری‌خواه ایالات متحده آمریکا بود. وی در سال ۱۸۶۵ تا ۱۸۶۷ میلادی سناتور ایالت ورمانت در سنای ایالات متحده آمریکا بود.